# Weihersbach (Heinrichsbach)
Der Weihersbach ist der linke Quellbach des Heinrichsbach im Landkreis Main-Spessart im bayerischen Spessart.

## Geographie

### Verlauf

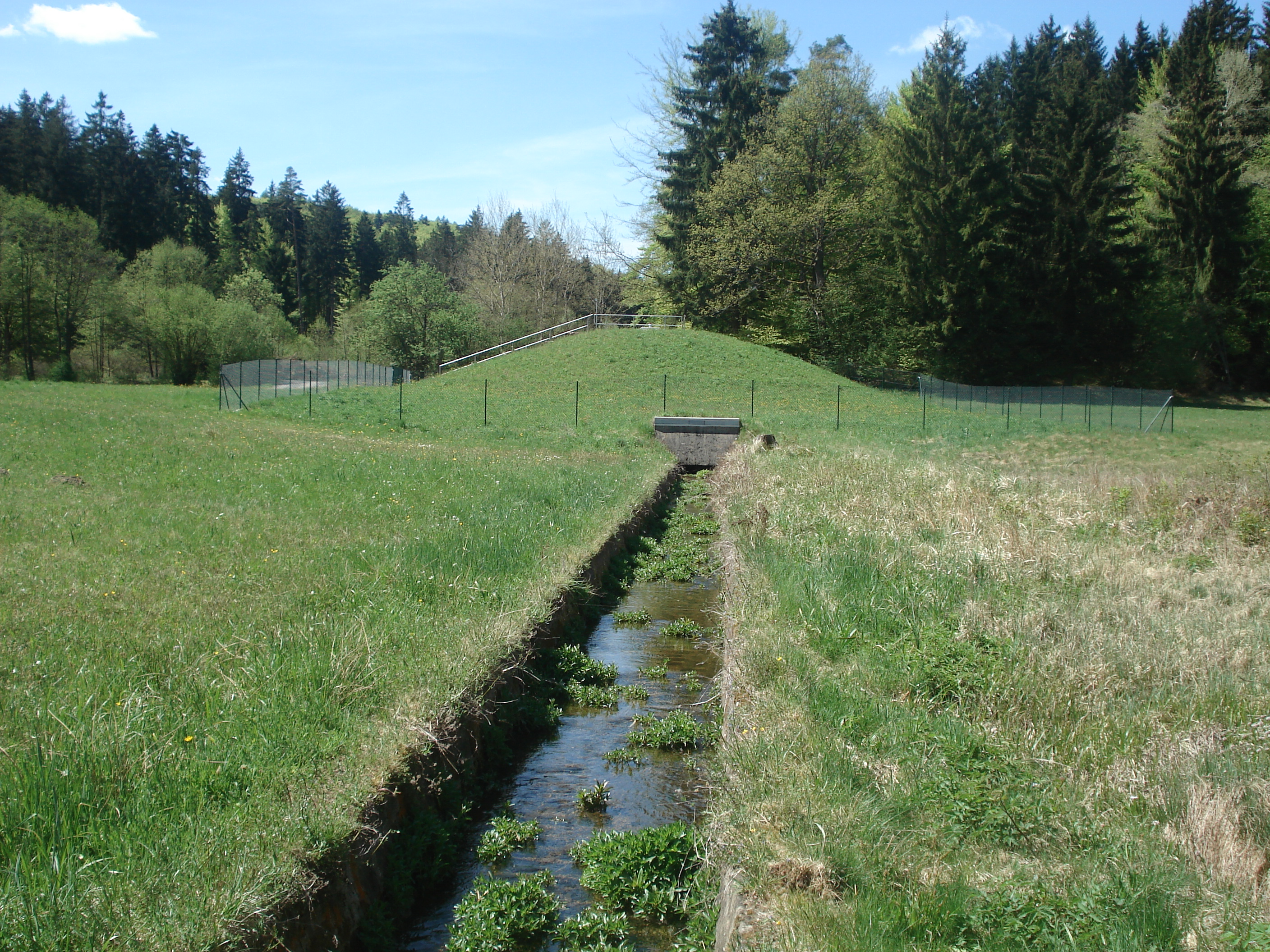
Der Weihersbrunnen

Der Weihersbach entspringt auf etwa 415 m ü. NN am Fuße des Bayerskopfes (523 m) in einem versumpften Gebiet. Er verläuft im Bischbrunner Forst in südöstliche Richtung und nimmt an der Lorenzenwiese den Bach aus dem Birkwassergrund auf. Im Sommer führt der Weihersbach kein Wasser. Das trockene, grasbewachsene Bachbett wird dann erst wieder in einem betonierten Kanal vom Überlauf des Weihersbrunnen gespeist. Etwa 200 m nach dieser Stelle im Naturschutzgebiet Weihersgrund vereinigt sich der Weihersbach mit dem Metzenbach zum Heinrichsbach.

### Flusssystem Hafenlohr
- Liste der Fließgewässer im Flusssystem Hafenlohr